# 麥庫克縣 (南達科他州)
麥庫克縣（英語：McCook County）是美國南達科他州東南部的一個縣。面積1,495平方公里。根據美國2000年人口普查，共有人口5,832人。縣治塞勒姆 (Salem)。
成立於1873年1月8日，縣政府成立於1878年6月15日。縣名紀念在達科他準州州長埃德溫·S·麥庫克。